# Hellmer Hermandsen
Hellmer Hermandsen, född 1 februari 1871 i Løten, död 19 mars 1958 i Brumunddal, var en norsk sportskytt.
Hermandsen blev olympisk silvermedaljör i frigevär vid sommarspelen 1900 i Paris.